# Svartbrun klaffmätare
Svartbrun klaffmätare (Philereme transversata) är en fjärilsart som beskrevs av Hüfnagel 1767. Svartbrun klaffmätare ingår i släktet Philereme och familjen mätare. Enligt den finländska rödlistan är arten sårbar i Finland. Enligt den svenska rödlistan är arten nära hotad i Sverige. Arten förekommer i Götaland, Gotland, Öland, Svealand och Nedre Norrland. Artens livsmiljö är friska och torra lundar. Inga underarter finns listade i Catalogue of Life.

## Bildgalleri

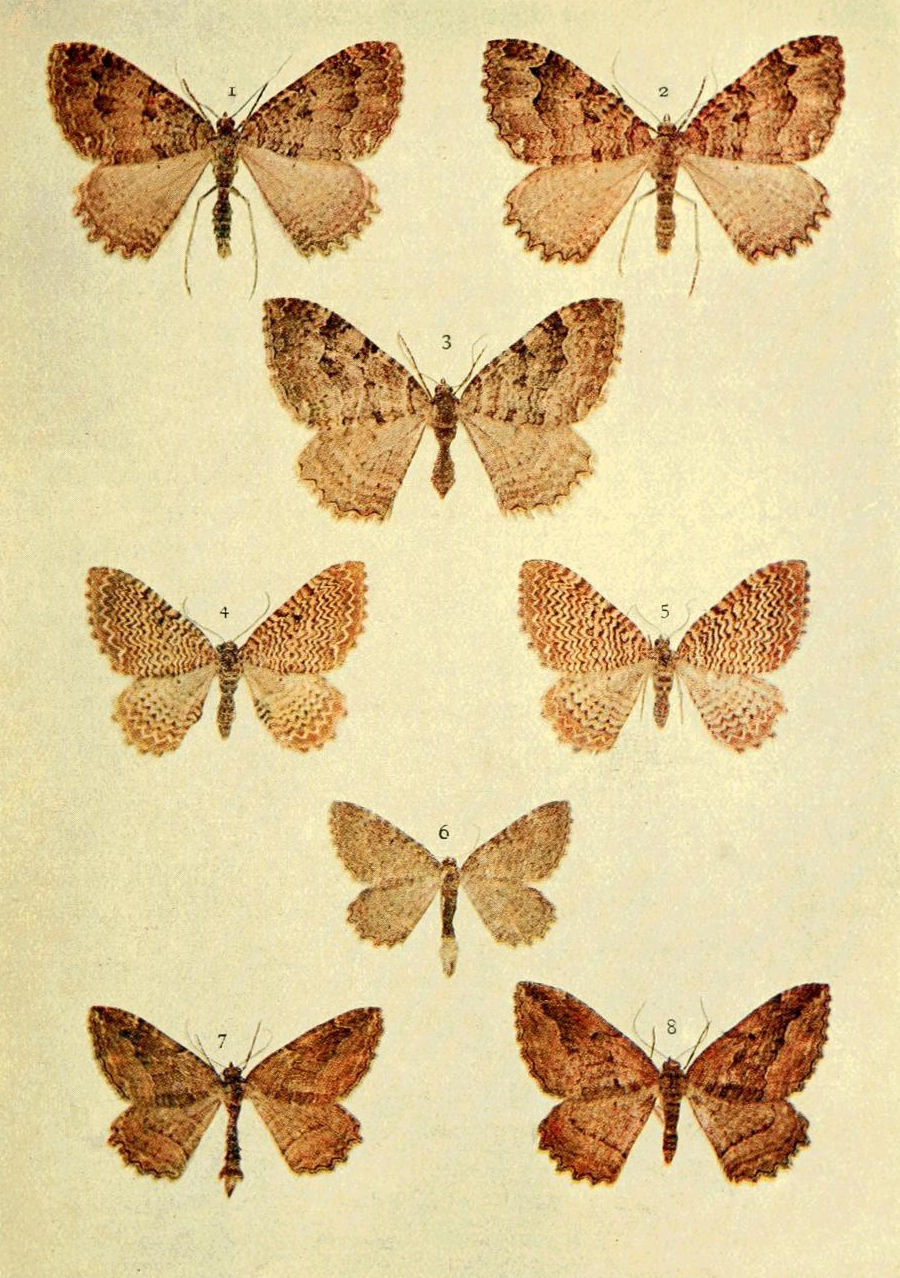
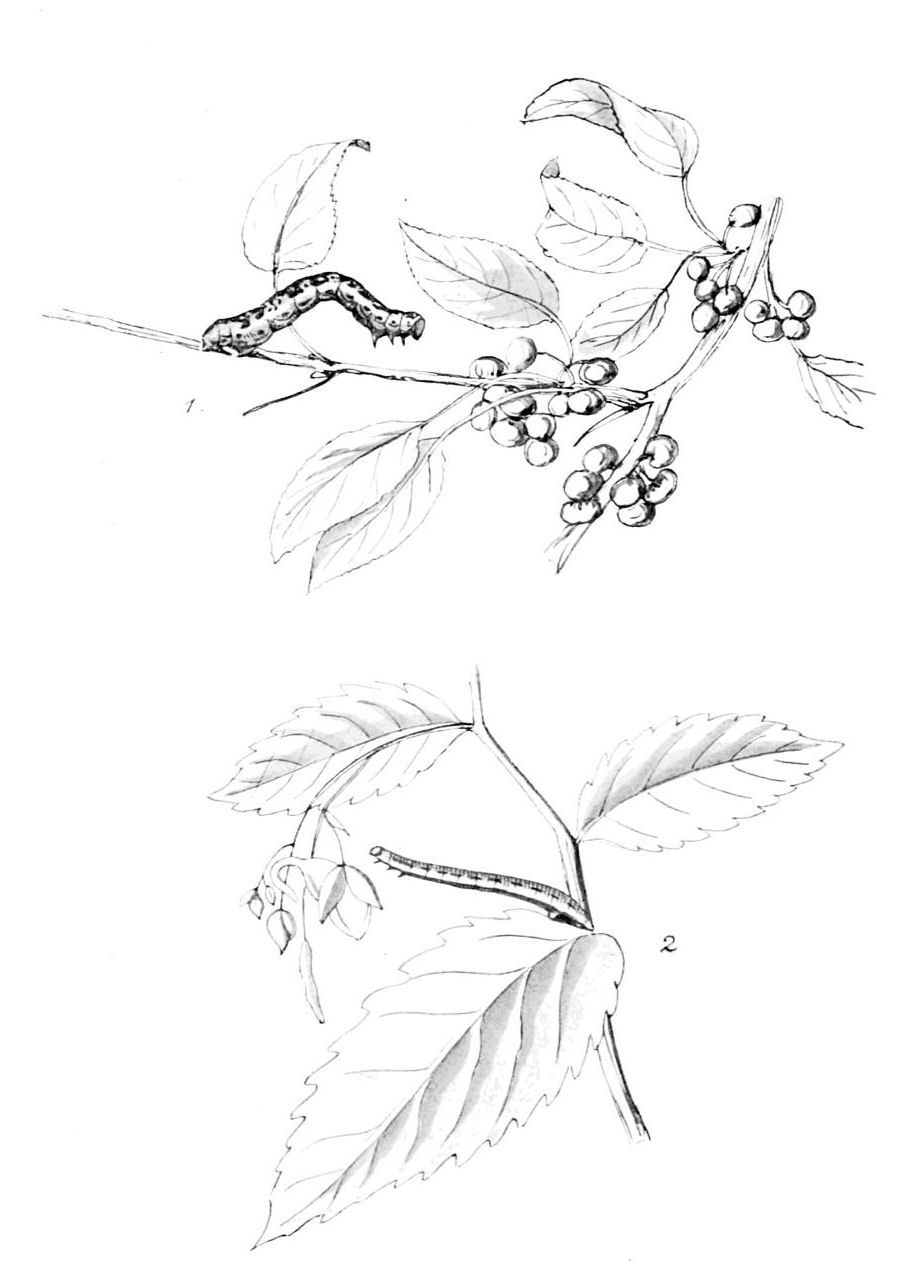
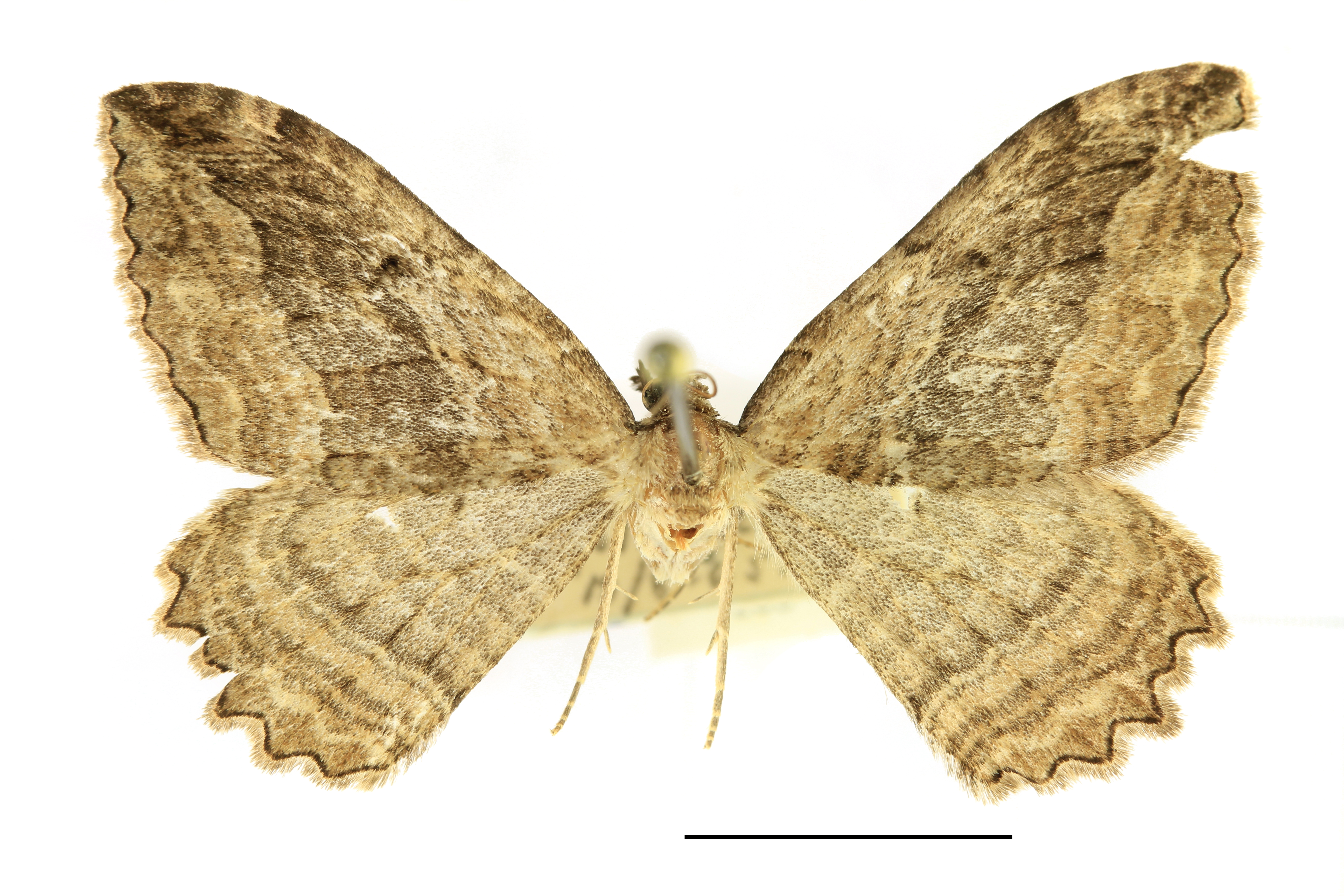